# Daintria yarata
Daintria yarata är en insektsart som först beskrevs av Otte, D. och R.D. Alexander 1983.  Daintria yarata ingår i släktet Daintria och familjen syrsor. Inga underarter finns listade i Catalogue of Life.